# Paix de Saint-Jacques
La Paix de Saint-Jacques (en néerlandais : Vrede van Sint-Jacobus) est la plus ancienne loi en vigueur en Belgique. Elle date de 1487.

## Historique
Après la mise à sac de la ville de Liège par Charles le Téméraire en 1468, il apparait nécessaire d'améliorer le fonctionnement de la Principauté et ramener le calme par une amélioration des lois et coutumes.
Cela est rendu possible à la mort de Charles le Téméraire, le 19 mars 1477. Sa fille Marie de Bourgogne abandonne alors ses droits sur la principauté et rétabli les privilèges des Liégeois à la demande de son oncle Louis de Bourbon, alors prince-évêque. Son successeur, le prince-évêque Jean de Hornes travailla à achever cet objectif avec le soutien de l'empereur Maximilien d'Autriche. Le 5 avril 1487, la paix de Saint-Jacques fut finalement signée en l'abbaye bénédictine Saint-Jacques à Liège. Jean de Hornes donna au traité force de loi en le ratifiant le 28 avril 1487.
Les dispositions de la paix de Saint-Jacques déterminent l'organisation de la vie quotidienne dans la Principauté en coordonnant toutes les lois et coutumes de la principauté. Elle traite notamment de fiscalité, de l'organisation de la gouvernance, du transport sur la Meuse, le drainage, les mines de charbon, les déchets et de biens d'autres sujets. Elle a contribué à la sécurité juridique de la population, au développement de l'industrie et à l'épanouissement des arts.
Ce traité annule les conditions de la paix de Saint-Trond de 1465 qui avaient conduit la principauté depuis plus de vingt ans à la ruine économique.
À ce jour, un certain nombre de dispositions relatives au drainage et à l'assainissement sont encore d'application en Belgique. Le traité serait la plus ancienne loi belge encore en vigueur.

## Source
- (nl) Cet article est partiellement ou en totalité issu de l’article de Wikipédia en néerlandais intitulé « Vrede van Sint-Jacobus » (voir la liste des auteurs).